# Септемврийци (Видинская область)
Септемврийци (болг. Септемврийци) — село в Болгарии. Находится в Видинской области, входит в общину Димово. Население составляет 242 человека.

## Политическая ситуация
В местном кметстве Септемврийци, в состав которого входит Септемврийци, должность кмета (старосты) исполняет Стефан Антов Рангелов (коалиция в составе 2 партий: Болгарская социалистическая партия (БСП), Движение за права и свободы (ДПС)) по результатам выборов правления кметства.
Кмет (мэр) общины Димово — Тодор Илиев Тодоров (коалиция в составе 2 партий: Болгарская социалистическая партия (БСП), Движение за права и свободы (ДПС)) по результатам выборов в правление общины.